# Marie Fischerová-Kvěchová
Marie Fischerová, rozená Kvěchová (24. března 1892, Kutná Hora, Rakousko-Uhersko – 2. června 1984, Černošice, Československo) byla česká malířka a ilustrátorka.

## Životopis
Narodila se v Kutné Hoře, v rodině c. k. berního inspektora Otomara Kvěcha a jeho manželky Marie, rozené Zavačové.
Studovala v Praze na Uměleckoprůmyslové škole, kde jejími profesory byli například Jakub Schikaneder či Jan Preisler, poté absolvovala roční studijní pobyt v Paříži u profesora Nandina na Colarossiho akademii . S vypuknutím první světové války se vrátila do Prahy, kde se 16. listopadu 1915 provdala za lékaře Jana Fischera. Díky manželovu povolání se dostala do prostředí nemocnice, kde vznikaly její první kresby novorozenců. V roce 1933 se manželé natrvalo přestěhovali do vily Sacrabonie v Černošicích. Měli spolu tři děti, Marii, Jelenu (etnografka Jelena Látalová) a Jana. V meziválečných letech byla vyhledávanou autorkou knih pro děti, po komunistickém převratu 1948 ji bylo zakázáno publikovat, i z důvodu jejího příklonu k tradičním hodnotám křesťanské společnosti a přirozené religiozitě řady jejích prací. Uchylovala se proto k portrétování rodinných příslušníků, přátel a známých. Kromě světa dětí byly malířčinou inspirací příroda, svoji zahradu a okolí rodinné vily mnohokrát zachytila v kresbách a akvarelech. Malířka velmi ráda cestovala, navštěvovala především etnografické oblasti Čech i Moravy, odkud přivezla mnoho skic lidových krojů. Za etnografickými reáliemi jezdili manželé Fischerovi i do zahraničí, na Slovensko, Podkarpatskou Rus či do Bulharska.

## Dílo

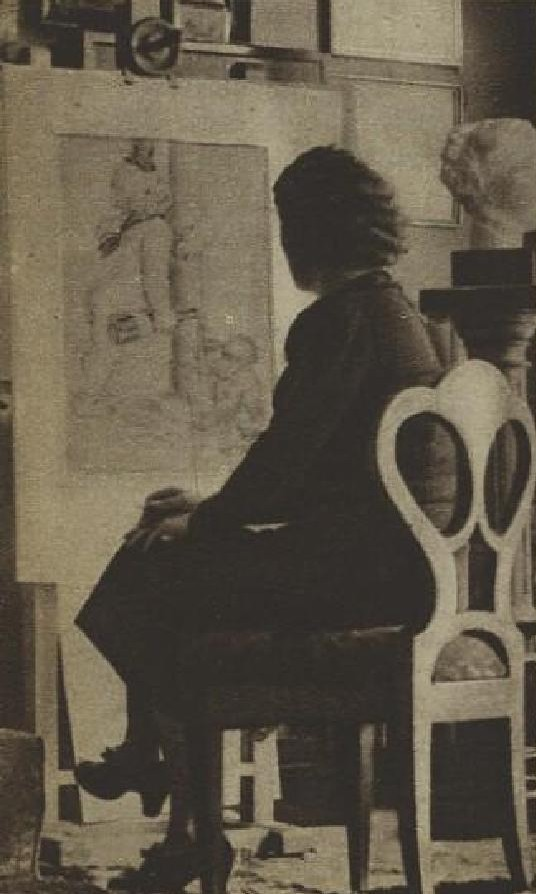
Malířka Marie Fischerová-Kvěchová při dokončování obrazu

Je známá především jako autorka a ilustrátorka knih pro děti (především v nakladatelstvích B. Kočího, K. Kožíška nebo E. Fastra) či jako ilustrátorka knih jiných autorů (Babička Boženy Němcové, Broučči Jana Karafiáta) Věnovala se také figurální a portrétní tvorbě, namalovala řadu krajinomaleb, sgrafita pro dětskou opatrovnu ve Dvoře Králové, nástěnné obrazy pro školy, její kresby našly uplatnění i v oblastech užitého umění, objevují se na dopisnicích, propagačních tiskovinách, kalendářích či dětských hracích kostkách. Malířka vytvářela návrhy dětského oblečení a jídelních servisů, vystřihovací dětské panenky či vystřihovací lidový betlém. Inspiraci lidovým uměním uplatnila v desítkách studií lidových krojů či ilustracích lidových písní. Malířka se sama aktivně podílela na činnosti Zádruhy, družstva umělecké rukodělné výroby, pro které navrhovala především na návrhy dětského svérázového odívání Za své dílo byla oceněná Zlatou medailí na výstavě dekorativních umění v Paříži roku 1925. Její tvorba se dodnes šíří pomocí pohlednic, které jsou cenným sběratelským artiklem.
Autorské knihy:
- Našim dětem, 1916
- Denní život batolátka, 1920
- Hračky malé Manči, 1922
- Památník našeho děťátka, 1922
- Poupata, 1929
- Můj památníček II., 1932
- Našim dětem, 1933
- Naše koledy, 1937
- leporelo Paci, paci pacičky, 1938
- leporelo K Ježíškovi, 1941
- Pro naše mámy a děti, 1943
- Můj památníček III, 1972

Ilustrace knih jiných autorů:
- J.V. Sládek:Skřivánčí písně, 1923
- F. Procházka: Obžínky, 1924
- J. Dostál: Školákova první knížka, 1930?
- L. Mašínová: Malá máma, 1939
- B. Němcová: Babička, 1940
- Jan Karafiát: Broučci, 1941
- Karel Sabina: Prodaná nevěsta, 1945
- Šípková Růženka, 1992

Výstavy:
- 1915 Obecní dům, Praha
- 1944 Sezimovo Ústí – firma Baťa SVIT
- 1959 na Slánce v Černošicích
- 1981 Ďáblice – Ústav teorie a automatizace ČSAV
- 1985 Staré Hrady u Libáně
- 1989 Malá galerie Melantrich, Paha
- 1991 Státní galerie výtvarného umění Náchod
- 1996 muzeum Chomutov
- 1998–1999 galerie SCARABEUS
- 2001 knihovna Národního muzea
- 2002 Jeneweinova galerie v Kutné Hoře
- 2002 muzeum Čáslav
- 2013 Sládečkovo vlastivědné muzeum Kladno
- 2014 Krkonošské muzeum v Jilemnici
- 2016 Středočeské muzeum v Roztokách u Prahy